# Roderich Cescotti
Roderich Cescotti (* 4. Mai 1919 in Herrenalb; † 19. März 2015 in Fürstenfeldbruck) war ein deutscher Generalmajor der Luftwaffe der Bundeswehr und Buchautor.

## Leben
Als die Heimat seiner Eltern in Südtirol italienisch wurde, übersiedelte die Familie Cescotti nach Deutschland, wo Roderich Cescotti 1919 in Herrenalb als Sohn eines Ingenieurs geboren wurde.

### Zweiter Weltkrieg
Am Zweiten Weltkrieg nahm er als Offizier und Flugzeugführer von 1940 bis 1945 an verschiedenen Fronten teil. Ab 6. September 1940 gehörte er als Oberleutnant dem Kampfgeschwader 26 an. Bis zum 7. Januar 1943 nahm er verschiedene Funktionen innerhalb des Geschwaders wahr, zuletzt die eines Staffelkapitäns. Danach wechselte er zu den Transportfliegern, ehe er am 24. Mai 1943 in den Stab des Luftflottenkommandos 5 in Oslo wechselte. Nach einer weiteren Stabsverwendung im gleichen Jahr beim Fliegerführer West wechselte er 1944 als Technischer Offizier in den Stab der IV. Gruppe des Kampfgeschwaders 100. Nach weiteren Stabsverwendungen übernahm er von April bis Mai 1945 als Hauptmann die Führung der II. Gruppe des Jagdgeschwaders 301. Er wurde mit dem Deutschen Kreuz in Gold ausgezeichnet.

### Nachkriegszeit
Nach dem Ende des Krieges geriet Cescotti in britische Kriegsgefangenschaft, wo er als Dolmetscher ausgebildet wurde. Vom 3. Juni 1952 an arbeitete er im Amt Blank, dem Vorläufer des Bundesministeriums der Verteidigung, seit dem 1. Juni 1955 war er als Hauptmann wieder Angehöriger der deutschen Luftwaffe. Damit begann für ihn eine neue Karriere als Militärpilot auf verschiedenen Flugzeugtypen, wie dem Trainer North American T-6, dem Strahltrainer Lockheed T-33, dem Jagdbomber Republic RF-84 Thunderstreak und dem Aufklärer RF-84F Thunderflash.

### Bundeswehr
Schon am 4. Mai 1956 absolvierte Cescotti den ersten Alleinflug eines militärischen Flugzeugführers der Bundesrepublik Deutschland nach dem Krieg. Seine erste Verwendung nach der Pilotenausbildung führte ihn als Verantwortlichen für die deutsche Pilotenausbildung in Kanada von 1957 bis 1958 nach Ottawa, London und Portage-la-Prairie. Danach war er für kurze Zeit Sachbearbeiter für Waffenschul- und Verbandsführerausbildung beim Kommando der Schulen. Vom 16. Januar 1960 bis zum 5. Februar 1965 war Cescotti, zunächst als Major, Kommodore des Aufklärungsgeschwaders 52. Nach der Attachéausbildung von April bis September 1969 war Cescotti von September 1969 bis März 1973 Verteidigungs- und Luftwaffenattaché sowie Dienststellenleiter Militärattachéhauptstab in London. Nach vielen Luftwaffen-Führungspositionen im In- und Ausland innerhalb des westlichen Militärbündnisses NATO u. a. und als militärischer Vertreter bei der NATO in Washington beendete Cescotti seine militärische Karriere im Jahr 1980 als Generalmajor. In seiner letzten Verwendung war er von 1977 bis 1980 Befehlshaber der NATO-Luftstreitkräfte Ostseezugänge (COMAIRBALTAP). Die Traditionsgemeinschaft des Aufklärungsgeschwader 52 e. V. ernannte ihn 2011 zum Ehrenmitglied.
Roderich Cescotti verstarb am 19. März 2015 in Fürstenfeldbruck.

## Werke (Auswahl)
- Kampfflugzeuge und Aufklärer. Bernard & Graefe 1989, ISBN 3-7637-5294-3.
- Aerospace-Wörterbuch Deutsch-Englisch. Motorbuch Verlag 2001, ISBN 3-613-01536-6.
- Luftfahrt – Definitionen. Englisch-Deutsch / Deutsch-Englisch. Glossary of Aeronautical Definitions, Motorbuch Verlag 1998, ISBN 3-613-01167-0.
- Roderich Cescotti: Langstreckenflug. Hrsg.: Kurt Braatz. 1. Auflage. NeunundzwanzigSechs Verlag, Moosburg 2012, ISBN 978-3-9811615-8-8.